# Кузница-Луговска
Кузница-Луговска (пол. Kuźnica Ługowska) — село в Польше, в гмине Осьякув Велюнского повета Лодзинского воеводства. Население — 156 человек (2011).
В 1975—1998 годах село принадлежало к Серадзского воеводства.

## Климат
Климат умеренный, мягкая зима и тёплое лето. Средняя температура в январе от −1 °C до −5 °C, в июле от +17 °C до +19 °C. Осадков 500—800 мм.

## Население
Демографическая структура по состоянию на 31 марта 2011 года:
|         | Всего | До трудоспособного возраста | Трудоспособного возраста | Старше трудоспособного возраста |
| ------- | ----- | --------------------------- | ------------------------ | ------------------------------- |
| Мужчины | 74    | 12                          | 54                       | 8                               |
| Женщины | 82    | 20                          | 41                       | 21                              |
| Всего   | 156   | 32                          | 95                       | 29                              |